# Hemixylota
Hemixylota là một chi ruồi trong họ Syrphidae.